# 11a Divisió (Exèrcit Popular de la República)
L'11a Divisió de l'Exèrcit Popular de la República, també anomenada Divisió Líster, va ser una divisió pertanyent a l'Exèrcit Popular de la República i que va combatre en la Guerra Civil Espanyola. Constituïda en la seva major part per soldades d'ideologia comunista i dirigida durant bona part de la seva vida operativa pel comandant Enrique Líster Forján i per Joaquín Rodríguez.
Va ser una de les divisions més foguejades de l'Exèrcit Popular, participant en la majoria d'ofensives i batalles que van tenir lloc, gairebé sempre enquadrada en el V Cos d'Exèrcit. La unitat va constituir una autèntica força de tropes de xoc a totes les ofensives republicanes. És recordada per la seva actuació en batalles com la de Guadalajara, Brunete o l'Ebre, i durant la dissolució del Consell Regional de Defensa d'Aragó.

## Orígens
El seu origen es troba en el Cinquè Regiment, ja que la majoria dels seus membres i oficials procedien d'aquesta milícia comunista. Quan va ser dissolta definitivament el 22 de gener de 1937, es va convertir en la base tant de l'11a Divisió com d'altres unitats militars republicanes d'adscripció comunista. Una de les unitats procedents del Cinquè Regiment va constituir el Batalló Líster, dit així en honor d'Enrique Líster, veterà comandant ja en els primers enfrontaments en la Guerra Civil Espanyola juntament amb gran part dels seus integrants. Amb la creació de les primeres Brigades Mixtes, el batalló va ser integrat en la 1a Brigada Mixta, que va ser immediatament posada al comandament de Líster, i va passar a ser una de les unitats d'elit en la Defensa de Madrid davant de l'assalt a la capital de les columnes africanes.

## Historial d'operacions

### Batalla del Jarama
Encara que l'11a Divisió va ser creada oficialment el 24 de gener, tenia el seu veritable origen en l'anomenada Divisió C de l'Exèrcit Popular de la República, creada circumstancialment amb l'agrupació de diverses Brigades Mixtes enviades a la zona del Jarama per a fer front a l'atac dels revoltats cap a la carretera de València. En la batalla els homes de Líster es van emprar a fons per a detenir l'ofensiva de les tropes revoltades. Especialment cruents van ser els assalts que van realitzar les brigades republicanes contra la posició d'El Pingarrón, que van suposar un elevat nombre de baixes per a les tropes republicanes. A la fi de febrer, finalment l'avanç rebel al Jarama va ser frenat i fixat fins al final de la guerra. Amb la reorganització de l'Exèrcit del Centre ja va quedar fermament establerta com a 11a Divisió.

### Batalla de Guadalajara

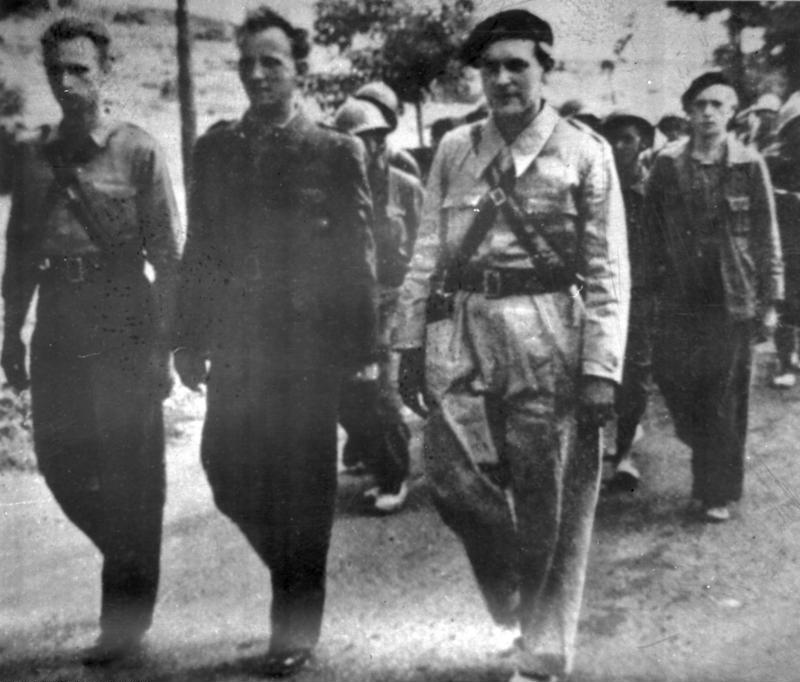
Interbrigadistas de la XI Brigada Internacional, en aquells dies integrada en la Divisió, durant la batalla de Guadalajara.

Després del bany de sang del Jarama, la divisió estava refent-se quan va ser enviada a Guadalajara, on els italians havien llançat una ofensiva el 8 de març amb la intenció de tancar als republicans en una bossa al voltant de Madrid. En aquell moment la divisió estava formada per les brigades 1a Bis, XI Internacional «Thälmann», XII Internacional «Garibaldi» i la 1a Brigada mòbil de Xoc comandada per Valentín González «El Campesino». La divisió va ser enquadrada juntament amb les divisions 12a, que ja cobria el front de Guadalajara, i 14a (al comandament de Mera) en un acabat de crear IV Cos d'Exèrcit sota les ordres d'Enrique Jurado, per a ser llançada contra el flamant CTV, que amenaçava amb fer caure tot el front republicà.
El 10 de març de 1937 els «Flames negres» i els «Fletxes negres» italians van trencar el front de la 11a Divisió i van arribar fins a Trijueque, però els alemanys de la XI Brigada Internacional van aconseguir detenir l'envit, especialment amb la intervenció del seu Cap d'Estat Major, Ludwig Renn; els interbrigadistes italians de la brigada «Garibaldi» també van contenir l'atac. L'endemà Líster va ordenar a la divisió un contraatac general, amb el suport dels carros soviètics T-26. Els alemanys de la Brigada «Thaelmann» van aconseguir reconquerir Trijueque a punta de baioneta, mentre els italians van emprendre una desbandada general.
El 18 de març les divisions d'Enrique Líster i Cipriano Mera van confluir sobre Brihuega sota el suport de 70 tancs soviètics. La localitat es trobava gairebé voltada pels republicans quan es va produir una altra desbandada dels seus defensors italians; L'actuació dels soldats de Líster, homes i dones, va ser determinant en el contraatac republicà. La Divisió va fer molts presoners i van capturar gran quantitat de material de guerra abandonat per aquests durant la seva retirada. Si bé per a Líster i per a la 11a Divisió aquesta batalla va ser un moment de goig, per als antifeixistes italians de la XII Brigada Internacional va constituir una victòria moral sobre el feixisme italià.

### Assalt al Cerro Garabitas
Entre el 10 i el 14 d'abril va participar en un fallit atac contra el Cerro Garabitas, posició d'elevat valor estratègic que era utilitzada com a punt d'observació per a l'artilleria franquista que bombardejava Madrid. Després d'haver sofert nombroses baixes, l'operació es va cancel·lar i més tard la divisió participaria en la batalla del Sud del Tajo.

### Batalla de Brunete
Per alleujar la pressió franquista sobre la zona republicana al Nord, l'Estat Major Central republicà va planejar una ofensiva al Front de Madrid amb la intenció d'envoltar a les divisions revoltades que envoltaven la capital. La divisió va ser enquadrada en el nou V Cos d'Exèrcit, al costat de les divisions 15a i 46a. En aquesta operació comptava entre les seves files amb les Brigades Mixtes 1a i 9a, veteranes ja en la unitat. La unitat va començar l'ofensiva a l'alba del 6 de juliol, després d'un dur atac d'artilleria i aviació; Al cap d'unes hores havien avançat uns 16 quilòmetres i havien envoltat Brunete. En el que va acabar sent la coneguda com batalla de Brunete, la unitat va tenir bons moviments tàctics enfrontant-se a les tropes del coronel Barrón. No obstant això, Líster no va continuar l'avanç cap a Boadilla del Monte com estava establert en el pla, i esgotats per la falta d'iniciativa per continuar l'avanç cap a altres objectius, els seus homes es van atrinxerar a Brunete. Davant l'ofensiva republicana, Franco va enviar forts reforços per recuperar el terreny perdut. L'11a Divisió va ser l'encarregada de rebutjar totes les escomeses de Barrón i la seva 13a. Divisió. Líster i els seus homes van aconseguir resistir en el cementiri de Brunete fins al 25 de juliol, però acabarien perdent la disputada localitat. Amb grans baixes i pèrdues materials per a la divisió, la batalla havia finalitzat.

### Al Front d'Aragó
En el mes d'agost, Líster i les seves tropes van ser enviats a Aragó, amb l'argument d'anar de maniobres militars. En realitat es pretenia prendre el control del Consell Regional de Defensa d'Aragó, que fins llavors havia escapat de l'autoritat del govern republicà i actuava per compte propi. Així, les tropes de la divisió van ocupar militarment el territori administrat pel Consell d'Aragó, duent a terme la dissolució de l'entitat per ordre governamental. Joaquín Ascaso i la resta de responsables del Consell van ser detinguts sota diverses acusacions. El fet d'haver-se escollit aquesta unitat per a la tasca va demostrar la confiança i fiabilitat que oferia dins de l'Exèrcit Popular de la República.

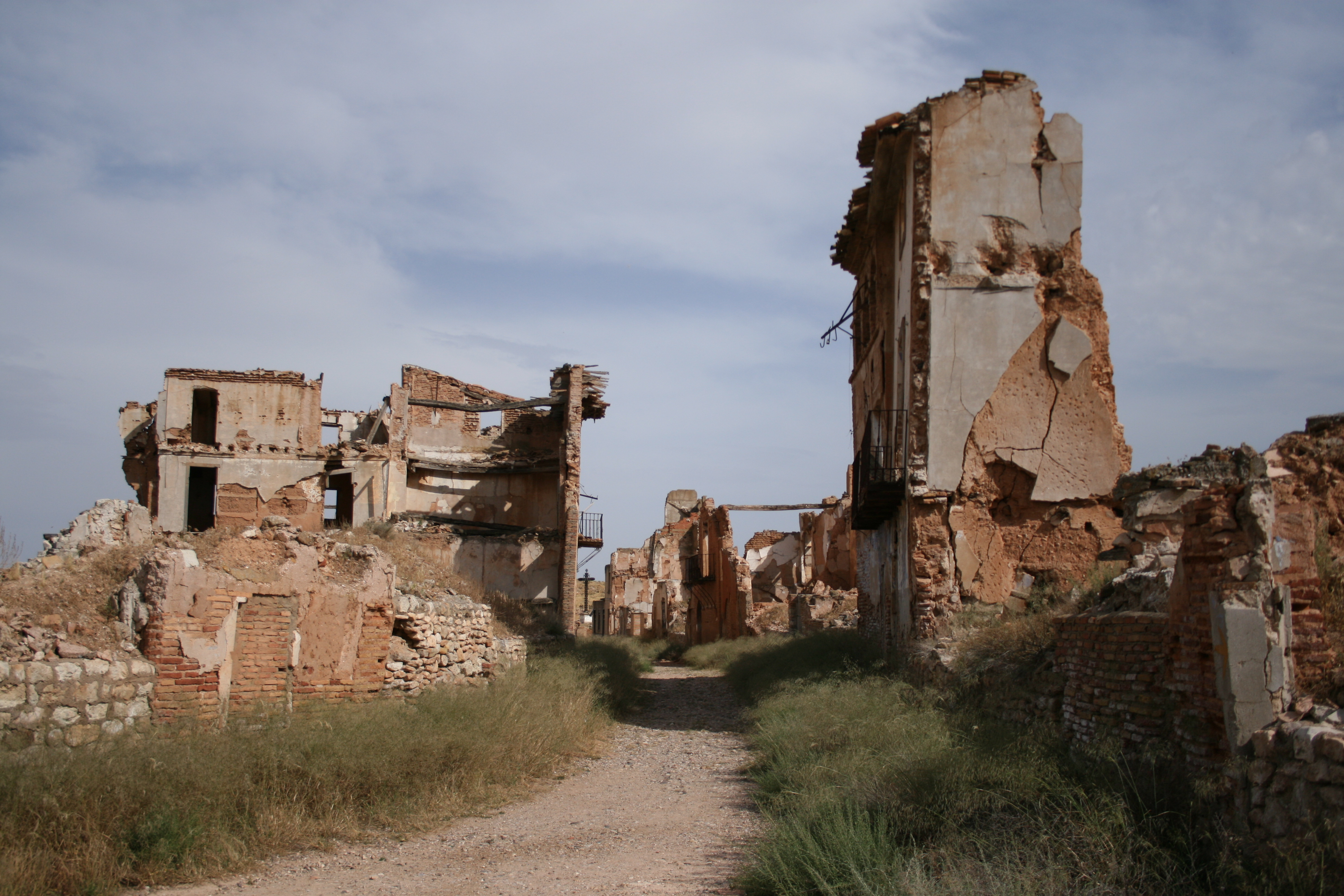
Restes de la localitat de Belchite, que va resultar arrasada durant l'assalt en el qual va participar la 11a. Divisió.

Una vegada establerta allí, el 24 d'agost va participar en l'ofensiva de Saragossa que acabaria donant lloc a la batalla de Belchite. La divisió va combatre agrupada al costat de la 35a Internacional, manada pel General «Walter», i de nou amb la 46a d'«El Campesino»; La divisió seguia enquadrada dins del V Cos de «Modestao». La resistència de la guarnició revoltada a Belchite va ser una sorpresa, car en inferioritat va aconseguir rebutjar forces molt superiors en nombre. Els homes de Líster van lluitar en un combat casa per casa en la disputada localitat, que finalment va caure el 6 de setembre. La divisió va tornar a participar en una nova temptativa sobre Saragossa en el mes d'octubre, aquesta vegada a través de Fuentes de Ebro. Després d'una desastrosa incursió de Líster emprant els nous tancs BT-5, la campanya es va estabilitzar. Després del període d'ofensives, la divisió va romandre a Aragó durant la tardor de 1937 rebent reforços i reequipant-se per a la següent ofensiva de les tropes governamentals.
En la ofensiva de l'Exèrcit Republicà sobre Terol la 11a va lluitar al costat de la 25a Divisió de García Vivancos en l'anomenada Columna «Nord», divisions que al seu torn estaven enquadrades en el XXII Cos d'Exèrcit), al comandament del tinent coronel Ibarrola. Com en altres ofensives, l'activitat de la 11a Divisió va ser destacada, ja que va rebre la missió de trencar el front i anar a l'avantguarda de l'atac; així doncs, el 15 de desembre va trencar les línies al nord de la ciutat mentre queia una forta nevada. Al capvespre, la ciutat estava envoltada pels republicans i Líster es va dirigir cap a l'elevació coneguda com «La Muela», estratègica posició per a assegurar el domini de la ciutat. La unitat de Líster va portar gran part dels combats durant la defensa de la plaça de Terol ja després de conquistada pels republicans, quedant molt desgastada com altres unitats republicanes que van participar en la batalla. Quan la defensa de la ciutat va ser virtualment impossible, Líster va rebre ordres de retirar les seves tropes; això li va valer les crítiques d'«El Campesino», que va quedar voltat amb la 46a Divisió a la ciutat encara que tant Líster com «Modesto», cap del V Cos d'Exèrcit, van acusar «El Campesino» que havia fugit de Terol deixant abandonats als seus homes.

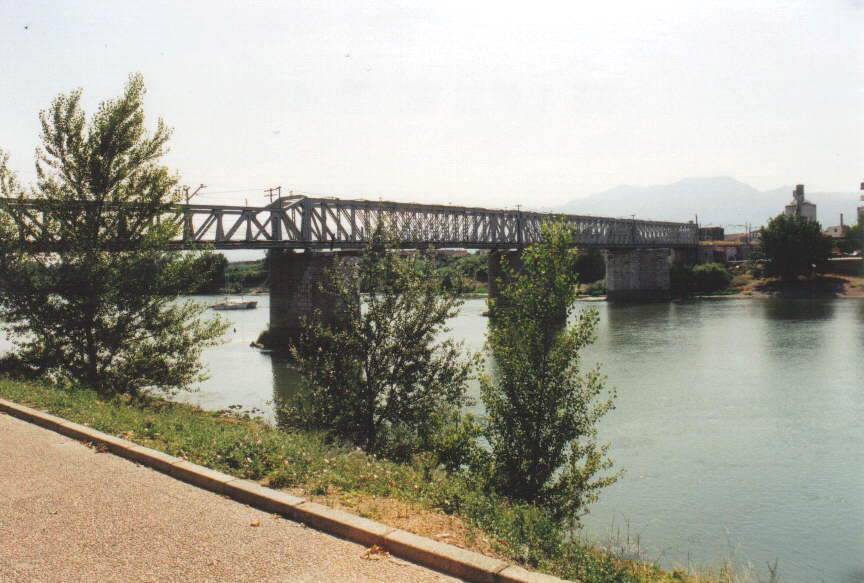
Pont metàl·lic del ferrocarril de Tortosa. Després de l'ofensiva dels revoltats a Aragó, aquí va ser on els homes de Líster van detenir als italians del CTV.

Després de la batalla de Terol, va quedar emplaçada en la rereguarda per a refer-se del fort desgast al fet que s'havia vist sotmesa. No obstant això, després de la reconquesta de Terol els «nacionals» (franquistes) van llançar una gran ofensiva al llarg de tot el Front d'Aragó. Les tropes republicanes del Front d'Aragó van ser completament sorpreses per l'ofensiva, produint-se la desbandada de l'Exèrcit de l'Est. Enmig de la retirada, les tropes de la 11a Divisió es van emprar a fons contra les unitats italianes del CTV quan aquestes van arribar desembocadura de l'Ebre al començament d'abril. La seva resistència va ser decisiva per a detenir el seu avanç a l'Ebre, però la divisió va quedar tancada a Catalunya i aïllada de la resta de l'Espanya republicana quan les tropes d'Aranda van arribar al Mediterrani el 3 d'abril, tallant el territori republicà en dos.
Amb la separació de la zona republicana en dues, l'Estat Major Central republicà va plantejar una operació per a creuar el riu Ebre i intentar aconseguir la unió de les dues zones de nou; per a això, es va crear l'Exèrcit de l'Ebre amb l'objectiu de ser l'encarregat de portar el pes de les operacions. En crear-se aquest exèrcit, se li encomanaria al Tinent Coronel Líster el comandament del V Cos, per la qual cosa el comandament de la Divisió va passar a estar sota Joaquín Rodríguez López. Al juny de 1938 estaven enquadrades en la Divisió les Brigades Mixtes 1a, 9a i 100a, quan estaven a l'espera de travessar el riu Ebre.

### Batalla de l'Ebre

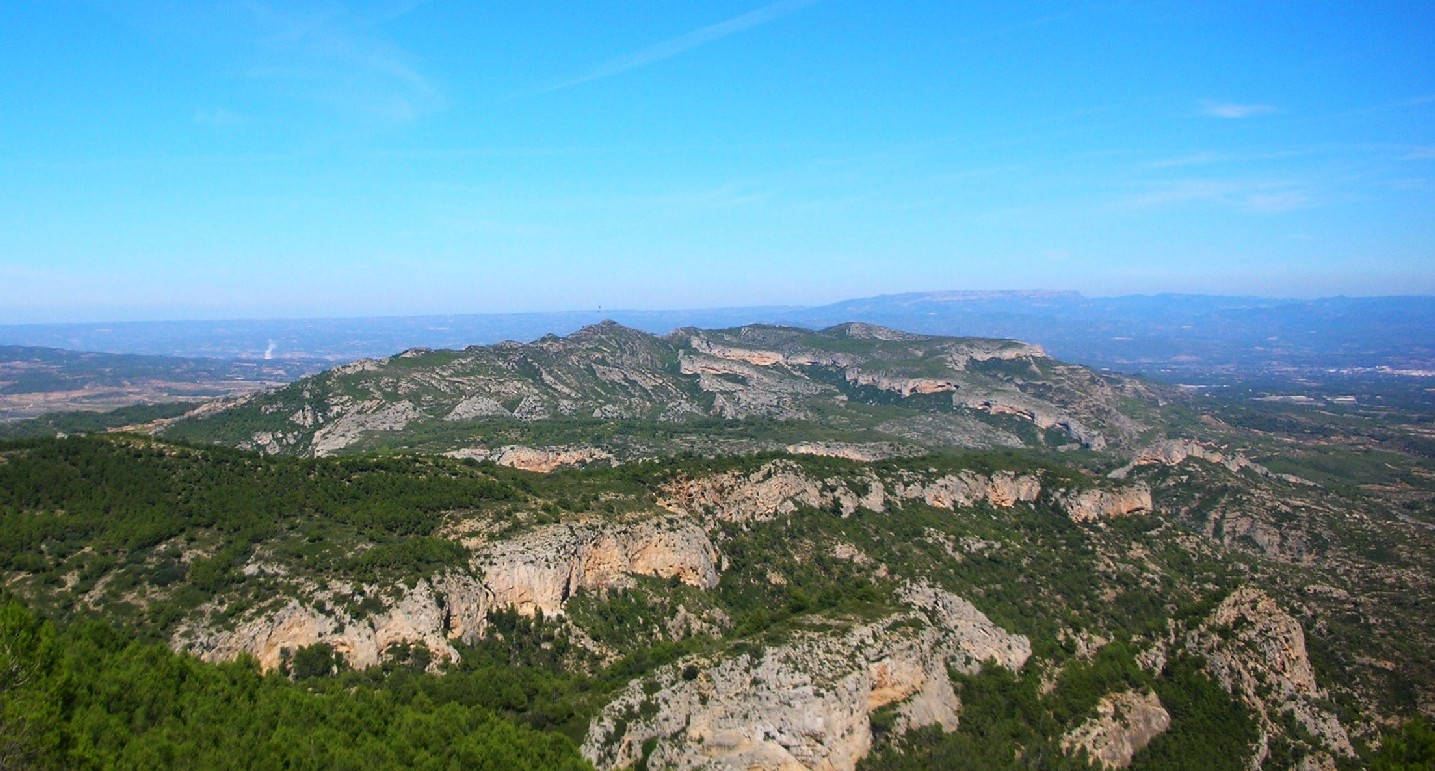
Vista de la Serra de Pàndols, posició defensada pels homes de la 11a Divisió durant la batalla de l'Ebre.

La Divisió va creuar l'Ebre entre Ginestar i Benifallet la matinada del 25 de juliol de 1938, com a punta de llança de l'atac de tot el V Cos. Malgrat ser una de les unitats més benvolgudes per Modesto (Comandant en cap de l'Exèrcit de l'Ebre), va tenir l' honor de ser la unitat que més aviat va ser descoberta per les tropes franquistes i, per tant, la que va haver de fer front a la resistència més organitzada durant l'atac. Malgrat les dificultats, la divisió compleix els seus objectius i es llança cap a Mora d'Ebre, la població més important de la Ribera en comptar amb un nombre elevat de tropes enemigues, però no va poder ser presa travessant el riu. L'única manera de prendre la vila és embolicant-la, cosa que s'aconsegueix, deixant aïllats als seus defensors. Després d'assegurar la posició del cap de pont, va continuar l'avanç cap a l'interior, aquesta vegada amb la missió d'enllaçar amb les tropes de la 46a Divisió per a prendre el control de les serres de Pàndols i Cavalls, posicions que dominaven les altures de Gandesa i excel·lents punts d'observació i defensa. A primeres hores del dia 26 els republicans van aconseguir prendre el control d'aquestes posicions, però es trobaven físicament esgotats i no van poder llançar-se a l'assalt de Gandesa ni continuar l'avanç cap a les localitats de Bot o Batea, situades al sud de la primera.
El dia 2 d'agost, frenat l'avanç republicà, la unitat es trobava establerta a la Serra de Pàndols, que havia ocupat amb poca resistència enemiga i on havia aguantat a la 84a Divisió franquista. Es va fortificar en la zona i es va preparar per a resistir l'esperat contraatac enemic, que va començar entre els dies 6 i 9. Durant una setmana els seus veterans soldats van suportar una pluja de projectils d'artilleria i aviació, alhora que van rebutjar nombroses càrregues de la infanteria franquista, singularment la IV Divisió Navarresa que integrava tres banderes de la Legió. L'interès de Modesto per mantenir la posició de Pàndols el va portar a ordenar la integració de tota l'artilleria del V Cos en la 11a Divisió. En total, la 11a va aconseguir aniquilar al 2n Batalló de Flandes i va combatre cos a cos amb el gruix de la IV Divisió Navarresa en successives onades fins al 15 d'agost, quan les tropes franquistes van ocupar les cotes dominants de la serra, entre elles la més estratègica, la 705 (aquesta cota, la més elevada i on es trobava l'ermita, va canviar de mans en vuit ocasions el 14 d'agost). Amb un elevat nombre de baixes entre soldades i oficials, molts d'ells fruit de l'intens foc de l'artilleria i dels enfrontaments cos a cos en els punts més elevats de la serra, les unitats de la divisió van ser rellevades el mateix dia 15, substituïdes parcialment per la 35a Divisió. Segons Carlos Engel, la divisió va ser condecorada amb la Placa Llorejada de Madrid col·lectiva pel seu valor durant aquests combats. A principis de setembre la unitat va tornar a les seves antigues posicions en la Serra de Pandols, on va tornar a tenir acarnissades lluites amb les divisions del bàndol contrari en els següents mesos, però només va perdre algunes posicions claus que van obligar nous relleus. A la fi d'octubre va tenir lloc la contraofensiva franquista final en la batalla de l'Ebre i en aquesta ocasió la picada 11a Divisió no va poder fer front al devessall que li venia damunt i el 5 de novembre tornava a creuar l'Ebre per Benifallet.

### Campanya de Catalunya
Després de la batalla de l'Ebre, va ser retirada a la rereguarda per a poder reorganitzar-se, quedant en la reserva. No obstant això, no va passar molt fins que les tropes revoltades van llançar la seva ofensiva final sobre Catalunya el 23 de desembre i la 11a Divisió va haver de ser ràpidament desplegada en el front del Segre juntament amb la resta del V Cos d'Exèrcit per a tapar la bretxa oberta. Líster, amb la seva caserna general a Castelldans, va aconseguir contenir l'escomesa franquista durant gairebé dues setmanes, principalment vora les Borges Blanques. El 3 de gener de 1939 els revoltats van llançar un nou assalt sobre les forces de Líster, amb els blindats en l'avantguarda de l'atac; finalment, els homes de la divisió van haver d'abandonar les seves línies de defensa i el 4 de gener la població devastada de les Borges Blanques va caure en mans dels italians del CTV. Malgrat tot, algunes forces de Líster van contraatacar i van fer presoners alguns italians, que van ser afusellats després d'un interrogatori. Després de la dura resistència en el Front del Segre, quedava oberta la retirada, que ja no es detindria, fins a la frontera franco-espanyola. Així, l'Exèrcit de l'Ebre va cobrir la retirada per la zona costanera fins a assolir Barcelona (on es pretenia organitzar una resistència evocant la de Madrid en 1936), per on van continuar retirant-se tant la divisió com altres unitats del V Cos. La veritat és que per a aquestes dates la divisió estava minvada tant en efectius humans com materials, si bé va poder mantenir una dura resistència en la mesura de les seves possibilitats. A principis de febrer les unitats de la Divisió van arribar al nord de Catalunya al costat d'altres unitats republicanes, on van intentar organitzar una última línia de defensa aprofitant el nou material militar que estava arribant des de l'altre costat de la frontera francesa.
L'estratègia era resistir fins que esclatés la guerra a Europa, entre els règims feixistes i les democràcies occidentals, per a així quedar enllaçats tots dos conflictes amb les conseqüències que això tindria. Modesto i Líster pretenien evacuar a França les restes de l'Exèrcit de l'Ebre per a, una vegada allí, traslladar-los a la zona central per a continuar la lluita, encara que va ser una idea completament fora de lloc per a les circumstàncies reals. Encara va resistir, breument, el 5 de febrer als marges del riu Ter i, el dia 8 en aigües del Muga. Finalment, a primeres hores del 9 de febrer les últimes unitats de la divisió van travessar la frontera juntament amb la resta de l'Exèrcit de l'Ebre sota comandament de Modesto. L'endemà tots els passos fronterers entre Espanya i França estaven en mans dels exèrcits franquistes. Allí els veterans i supervivents de la unitat van ser desarmats i confinats a camps d'internament, i així va desaparèixer la 11a Divisió.

## Comandament de la divisió
Comandants

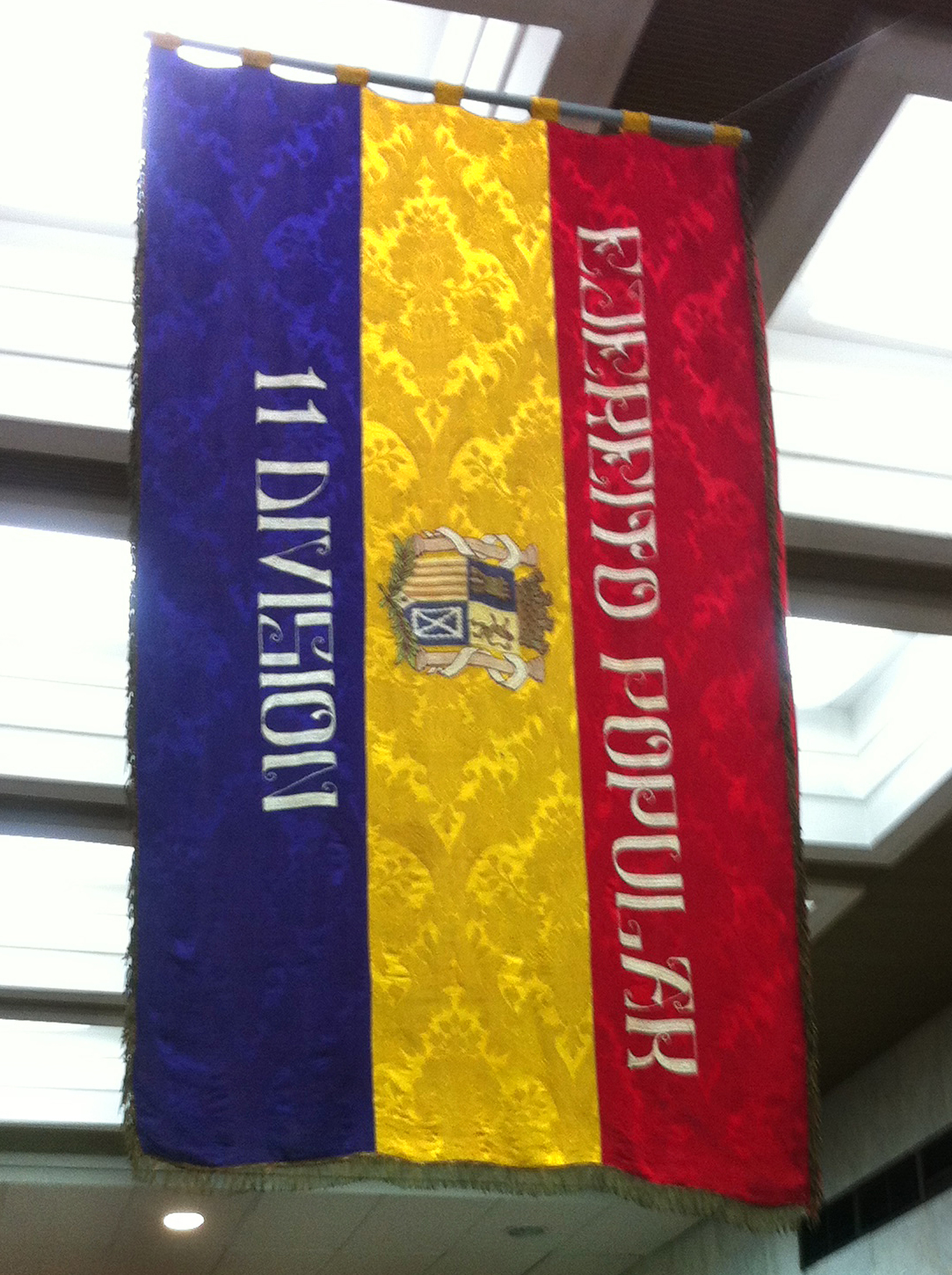

- Major de milícies Enrique Líster Forján: des de la creació de la divisió (24 de gener de 1937);
- Major de milícies Joaquín Rodríguez López: des del 30 d'abril de 1938 fins al final del pas de la frontera francesa el febrer de 1939.

Comissaris
- Santiago Álvarez Gómez, pertanyent al PCE, entre gener i desembre de 1937.[44]
- Josep Fusimaña Fábregas, del PCE, destinat entre desembre de 1937 i juliol de 1938.[44]
- Ángel Barcia Galeote, del PCE, destinat entre juliol i setembre de 1938.[44]

Caps d'Estat Major
- Comandant d'Estat Major Julio Suárez-Llanos Adriansens, en el càrrec fins al 4 d'abril de 1937.
- Comandant d'infanteria Manuel López Iglesias,[44] des de 4 d'abril de 1937.
- Major de milícies Fernando Pozo Oliver, des de juliol de 1938.
- Major de milícies Jesús Sáiz Barberá, des de desembre de 1938 fins al final de la guerra.

## Dones a la Divisió Líster
El paper de les dones a aquesta divisió fou molt important. Algunes d'elles provenien de les Milícies i aconseguiren obrir-se un camí en les files d'aquesta divisió i ocupar alts càrrecs:
- Encarna Hernández Luna: Va néixer a Beneixama, País Valencià. Quan va esclatar la Guerra Civil espanyola fou miliciana a la 22a Brigada Mixta d'Ametralladores de la Divisió Líster, on va ser ascendida a tinent l'1 de gener del 1937 i a capitana el 15 de juny d'aquell mateix any. A la batalla de l'Ebre, va aconseguir el grau de comandant. Es va casar amb l'internacionalista cubà Alberto Sánchez Méndez, el qual va morir a causa de les ferides rebudes en la batalla de Brunete, mentre Encarna mantenia la posició amb la seva metralladora. Pablo Neruda, que coneixia Alberto i Encarna, els va compondre un poema. En finalitzar la guerra, ella i el seu pare passaren a França i després a l'URSS, dedicant la seua vida a la Internacional Comunista. Va morir el 2004 a Quebec (Canadà)

## Ordre de batalla
| Data                   | Cos d'Exèrcit adscrit | Brigades Mixtes integrades | Front de batalla |
| ---------------------- | --------------------- | -------------------------- | ---------------- |
| Febrer de 1937         | III Cos d'Exèrcit     | 1a, 1a Bis, 23a, 66a i 70a | Jarama           |
| Març de 1937           | IV Cos d'Exèrcit      | 1a Bis, XI, XII, 10a       | Guadalajara      |
| 2 d'abril de 1937      | V Cos d'Exèrcit       | 1a, 48a i 71a              | Madrid           |
| 27 d'abril de 1937     | V Cos d'Exèrcit       | 1a, 9a i XII               | Madrid           |
| 4 de juliol de 1937    | V Cos d'Exèrcit       | 1a, 9a i 100a              | Brunete          |
| 15 de desembre de 1937 | XXII Cos d'Exèrcit    | 1a, 9a i 100a              | Teruel           |
| 13 de març de 1938     | V Cos d'Exèrcit       | 1a, 9a i 100a              | (Reserva)        |
| Desembre de 1938       | V Cos d'Exèrcit       | 1a, 9a i 100a              | Segre            |